# Vertikalfrequenz
Die Vertikalfrequenz gibt die vertikale Bildwiederholrate bei Röhrenbildschirmen an.
Das europäische PAL-Fernsehen ist beispielsweise auf eine Bildwechselfrequenz von 25 Hz ausgelegt. durch das Zeilensprungverfahren verdoppelt sich die wahrgenommene Frequenz auf 50 Hz. Um ein ergonomisches und flimmerfreies Bild wiedergeben zu können, ist eine Frequenz von mindestens 70 Hz erforderlich, wobei die Wahrnehmung des Flimmerns zwischen verschiedenen Betrachtern unterschiedlich stark empfunden wird. Seit etwa Mitte der 1990er Jahre überschreiten die meisten Computermonitore und Fernseher mit 100-Hz-Technik diesen Richtwert.
Siehe auch: Horizontalfrequenz, TCO (92, 95, 99, 03), MPR-I, MPR-II